# Храм Конфуція
Храм Конфуція (Кунмяо 孔庙) — храм, що знаходиться в Цюйфу (провінція Шаньдун) на сході Китаю. Також загальна назва для будь-якої аналогічної будови, що містилися у кожному міському центрі імперського Китаю.

## Історія
Храм Конфуція називають Першим храмом Китаю — це найважливіше місце поклоніння Конфуцію. 478 року до н. е. на другий рік після смерті філософа, правитель князівства Лу перетворив будинок, де жив учений, в першу кумирню для жертвопринесень. Там зберігалися ритуальні музичні інструменти, одяг, головні убори, і щороку здійснювалися жертвопринесення і церемонії поклоніння. На початку там було всього три приміщення. Потім, у міру того як з ІІ ст. до н.е конфуціанське вчення поступово ставало ортодоксальним і отримало статус офіційної ідеології Китаю, імператори різних епох безперервно давали вказівки розширювати храм Конфуція. Поступово він перетворився на цілісний храмовий комплекс. Ансамбль храму Конфуція був побудований при династіях Північна Сун і Цзінь (ХІІ—ХІІІ ст. н. е.). Цьому архітектурно-парковому комплексу властиві риси типової феодальної садиби аристократа. У передній частині ансамблю розташовані службові приміщення, а задня відведена під житло. Павільйони побудовано у стилі, характерному для архітектури династій Мін(1368—1644) і Цін (1644—1911). Старовинні речі, що зберігаються в павільйонах храму Конфуція, мають виняткову історичну і культурну цінність. На початку XVIII століття за наказом цінського імператора Цяньлуна була здійснена великомасштабна реконструкція, храму і він отримав нинішній вигляд.

## Опис
Довжина території храму з півдня на північ складає більше 1000 м, а площа — приблизно 100 тис. м². У храмі налічується близько 500 приміщень. Він є архітектурним ансамблем Стародавнього Китаю і за масштабами поступається лише імператорському палацу Ґуґун. Ця строга і велична споруда вважається гідним зразком храмової архітектури.
Храм-меморіал побудований за найвищими архітектурними нормами феодальної епохи, тобто за архітектурними задумами і за подобою імператорського палацу. Головні споруди розміщені уздовж центральної осі з півночі на південь, допоміжні збудовані симетрично по лівій і правій сторонах. Вся споруда виглядає стрункою і прекрасною. Павільйони храму мають 9 ярусів, в храмі — 9 рядів дворів. У головному павільйоні Дачендянь 9 кімнат. «9» — найбільша непарна цифра в межах «10». Вона є символом імператора. Окрім імператора ніхто не мав права вживати символіку, пов'язану з цифрою «9». Порушника чекала страта. Винятком є лише храм Конфуція. Перед головним павільйоном було зведено п'ять воріт. Згідно з ритуалом, лише імператорський архітектурний ансамбль міг мати п'ять воріт. Храм Конфуція міг служити для ритуалів імператорського рівня.
Центром храмового комплексу Конфуція є павільйон Дачендянь, що має приблизно 30 м у довжину, ширина його зі сходу на захід складає більше 50 м. Дах павільйону покритий золотою черепицею. Блискучий і прекрасний павільйон може порівнятися з павільйоном Тайхедянь в імператорському палаці Ґуґун в Пекіні. 10 фронтальних кам'яних колон з рельєфними зображеннями драконів в павільйоні Дачендянь виконано в унікальному стилі і вони приваблюють численних відвідувачів, оскільки виглядають як живі. Колони мають висоту 6 м і один метр в діаметрі. Різьблення по каменю дуже витончене і рідко зустрічається в спорудах стародавнього Китаю, воно являє собою шедевр мистецтва різьблення і перед ним бліднуть навіть колони імператорського палацу Ґуґун.
У храмі Конфуція виставлено понад 2 тис. кам'яних стел з висіченими на них каліграфічними написами різних династій. Це один з найбільших лісів стел, до того ж, лише стел з написами про надання титулу і про жертвопринесення імператорів різних династій налічується більше 50, що повною мірою відображає високий престиж Конфуція у феодальному суспільстві Китаю.
По сусідству з храмом Конфуція знаходиться садиба Конфуція, де покоління за поколінням жили нащадки Конфуція. Вона є найбільшою садибою і поступається лише імператорській резиденції епохи династій Мін і Цін (1368—1911 рр.).

## Інше
Побудова храмів Конфуція була ознакою розповсюдження китайської політичної думки. Так, один з них було засновано у столиці Монгольської імперії Каракорумі.